# Michałkowa
Michałkowa est une localité polonaise de la gmina de Walim, située dans le powiat de Wałbrzych en voïvodie de Basse-Silésie.